# Un poliziotto in blue jeans
Un poliziotto in blue jeans (Shakedown) è un film statunitense del 1988 diretto da James Glickenhaus.

## Trama
Roland Dalton è un difensore pubblico di Manhattan esaurito e dai modi miti , e il suo ultimo caso prima di lasciare l'assistenza legale è lo spacciatore di crack Michael Jones, accusato di aver ucciso a colpi di arma da fuoco l'agente di polizia Patrick O'Leary a Central Park. Secondo Jones, la sparatoria è avvenuta per legittima difesa e l'agente O'Leary era un "Blue Jean Cop" (un agente di polizia opportunista che deruba gli spacciatori).
Essendo una creatura abitudinaria, Dalton cerca la verità sul suo misterioso caso e si rivolge a Richie Marks, un solitario e rinnegato detective della narcotici della polizia di New York. Dalton si rende conto che il pubblico ministero nel suo ultimo caso è un ex interesse amoroso, l'intelligente e sexy Susan Cantrell. Durante il processo Roland riaccende questa precedente relazione con Susan all'insaputa della sua fidanzata Gail.
Roland e Marks alla fine scoprono che O'Leary stava lavorando con un gran numero di poliziotti corrotti e hanno acquistato blue jeans firmati e un'auto costosa. I poliziotti corrotti lavoravano con il signore della droga Nicky Carr. Roland a un certo punto irrompe nell'armadietto delle prove della stazione di polizia per individuare la cassetta che Jones aveva in una radio stereo al momento della sparatoria. Il nastro ha registrato l'intero incidente e quando Roland tenta di prendere il nastro viene preso in ostaggio dal detective Rydel e da altri poliziotti corrotti. Rydel cerca di creare una distrazione in modo che gli altri possano uccidere Roland, ma Marks irrompe e uccide i poliziotti.
Sebbene Roland arrivi in tribunale con l'assistenza di un tassista pazzo, il giudice rifiuta di ammettere il nastro come prova. Dopo aver rilasciato un'appassionata dichiarazione conclusiva, la giuria assolve Jones dalla sparatoria. Marks poi si presenta in una Porsche acquistata da O'Leary e si precipitano all'aeroporto LaGuardia per dare la caccia a Carr e Rydel, che stanno fuggendo dal paese. Richie salta sul carrello di atterraggio del loro aereo e dopo aver spento un motore e lanciato una bomba a mano nel compartimento del carrello di atterraggio, salta nell'East River prima che l'aereo esploda.
Roland continua a lavorare come difensore d'ufficio. Ha rotto con Gail ed esce ancora una volta con Susan.